# Companhia Docas do Pará
A Companhia Docas do Pará (CDP) é uma empresa que administra os portos do estado do Pará. Fundada em 1967, é desde 1969 uma sociedade de economia mista, tendo como acionista majoritário o Governo Federal do Brasil.
A empresa administra e explora comercialmente os portos e demais instalações portuárias do Pará, subordinada Secretaria Especial de Portos da Presidência da República. 
Além de suas atividades estatutárias, também exerce o controle sobre as hidrovias da Amazônia Oriental: a Hidrovia Teles Pires-Tapajós e a Hidrovia Tocantins-Araguaia.